# Cerithiopsina signa
Cerithiopsina signa är en snäckart som först beskrevs av Bartsch 1921.  Cerithiopsina signa ingår i släktet Cerithiopsina och familjen Cerithiopsidae. Inga underarter finns listade i Catalogue of Life.